# 笠原文善
笠原 文善（かさはら ふみよし、1956年 - ）は日本の実業家。株式会社キミカ代表取締役社長、東京理科大学理事、公益財団法人 日本発明振興協会 理事長、一般社団法人 千葉県発明協会 会長、東京商工会議所 中小企業委員会 委員。学位は、博士（薬学）（高崎健康福祉大学・2021年）。

## 人物
千葉県出身。株式会社キミカ創業者である父、笠原文雄の勧めで一浪の末東京理科大学工学部第一部工業化学科に進学。学部4年には、外部卒業研究生として東京大学工学部の研究室に学ぶ。早稲田大学大学院理工学研究科応用化学専攻を修了後、持田製薬株式会社に入社し、研究開発に携わる。社長である父の病没をきっかけにキミカに入社。技術課長、管理部長、常務、専務を歴任し、2001年より現職。
キミカ主力製品でもある「アルギン酸カルシウム」の生理的機能性に着目し、社長業の傍ら、2011年より高崎健康福祉大学との共同研究に取り組む。その研究成果をまとめた論文が同大学院によって学術的価値が認められ、博士（薬学）の学位を取得した。

## 略歴
- 1979年3月 - 東京理科大学工学部第一部工業化学科 卒業
- 1981年3月 - 早稲田大学大学院理工学研究科応用化学専攻 修士課程修了[5]
- 1981年4月 - 持田製薬株式会社 入社
- 1984年10月 - 君津化学工業株式会社（現：株式会社キミカ） 入社
- 2001年3月 - 株式会社キミカ 代表取締役社長（現任）
- 2014年10月 - 富津市経営改革会議 委員（～2020年10月）[6]
- 2016年11月 - 公益社団法人 発明協会の主催する関東地方発明表彰において奨励功労賞を受賞[7]
- 2020年12月 - 東京理科大学 理事（現任）
- 2021年3月 - 高崎健康福祉大学より博士（薬学）を授与[4]
- 2021年12月 - 一般社団法人 千葉県発明協会 会長[2]（現任）
- 2023年3月 - 東京商工会議所 中小企業委員会 委員（現任）
- 2023年6月 - 公益財団法人 日本発明振興協会 常任理事[8]
- 2024年7月 - 公益社団法人 発明協会の主催する全国発明表彰において発明奨励功労賞を受賞[9]
- 2025年6月 - 公益財団法人 日本発明振興協会 理事長（現任）